# Naravovarstveni atlas
Naravovarstveni atlas je informacijski sistem za pregledovanje in urejanje podatkov z naravovarstveno vsebino. Zasnovan je modularno, temelji pa na sodobni GIS tehnologiji. 
Preko spletne strani so poleg vseh uradnih podatkov dostopni še številni drugi strokovni naravovarstveni podatki. Funkcionalnosti atlasa omogočajo različne načine pregledovanja in urejanja podatkov. Omogočeno je iskanje podatkov po naslovu, parcelni številki ali koordinatah. Poleg naravovarstvenih vsebin, predstavljenih s karto in podrobnejšimi atributnimi podatki, so uporabniku na voljo tudi sloji s področij vodarstva, kmetijstva, gozdarstva ter različne administrativne meje, kartografske podlage v različnih merilih, barvni digitalni ortofoto posnetki ter digitalni model reliefa.
Zaradi velikega števila podatkov in boljše preglednosti se podatki v Naravovarstvenem atlasu prikazujejo v štirih sklopih:
- Natura 2000
- ekološko pomembna območja
- naravne vrednote
- zavarovana območja

Atlas je izdelal Zavod RS za varstvo narave v sodelovanju z Ljubljanskim urbanističnim zavodom in ARSO.